# Prochiloneurus indicus
Prochiloneurus indicus är en stekelart som beskrevs av Shafee, Alam och Agarwal 1975. Prochiloneurus indicus ingår i släktet Prochiloneurus och familjen sköldlussteklar. Inga underarter finns listade i Catalogue of Life.